# Urnenhain Urfahr

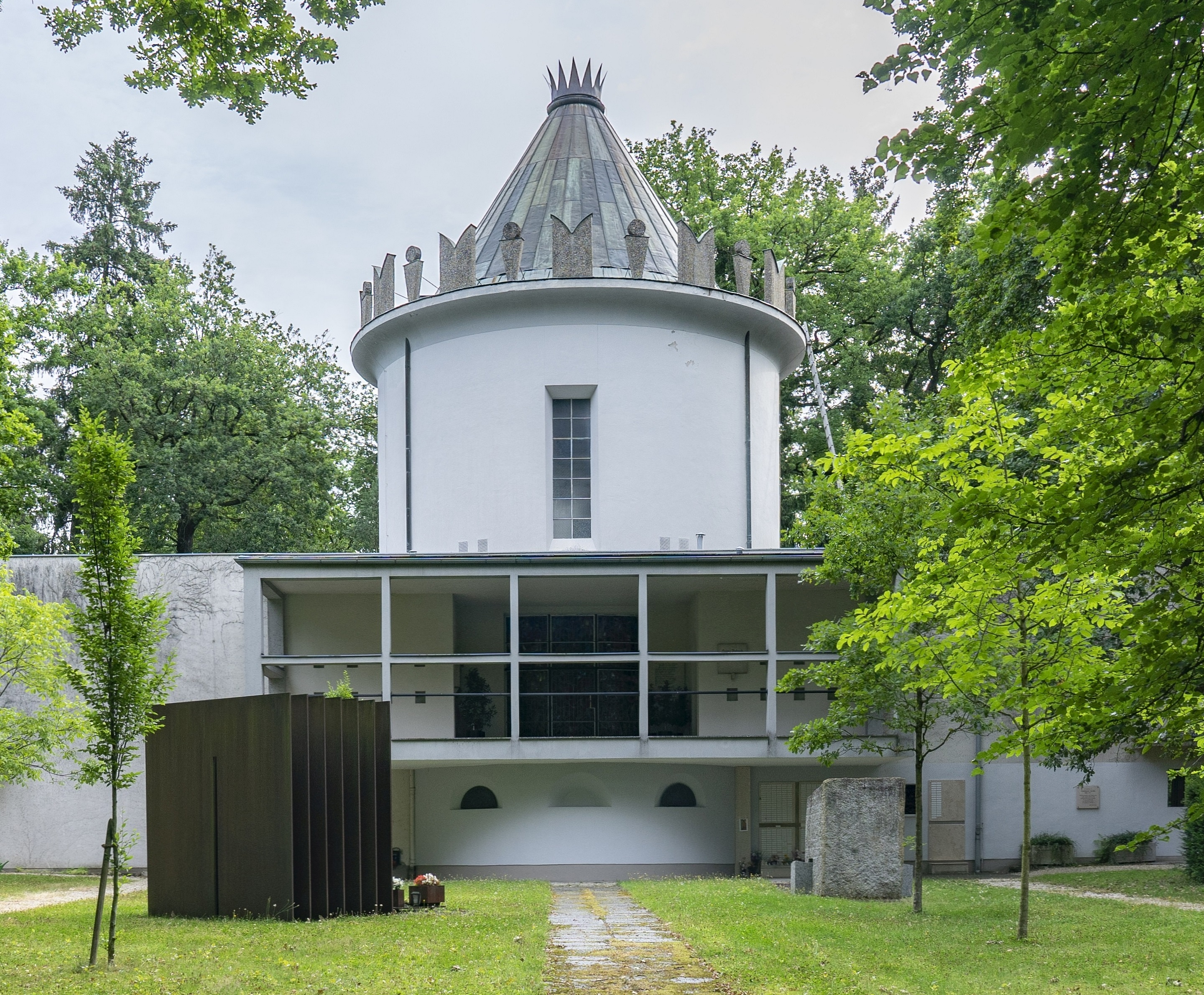
Alte Feuerhalle (1922–1929, Architekt Julius Schulte)

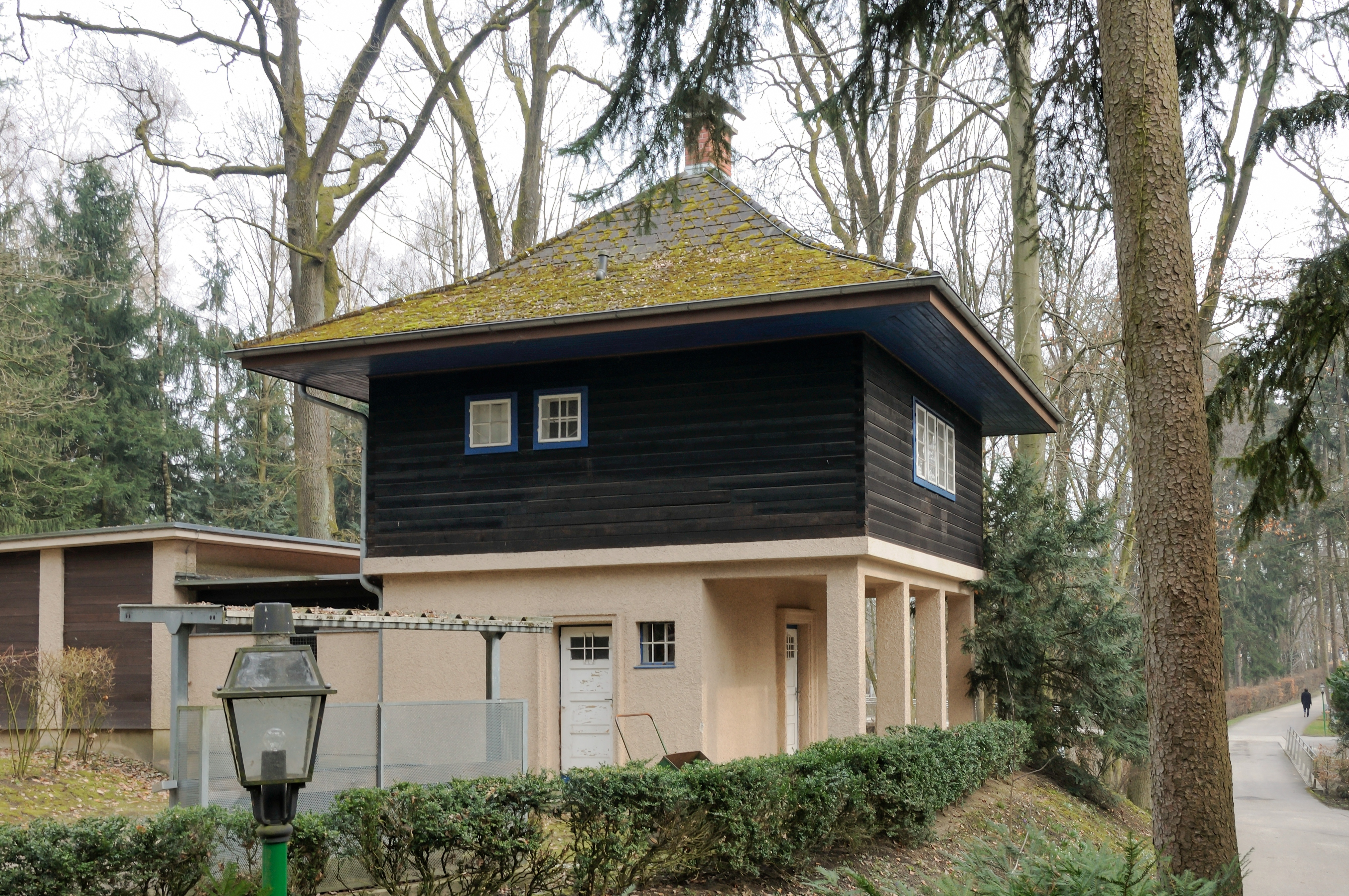
Pförtnerhaus (1927, Architekt Julius Schulte)

Der Urnenhain Urfahr – Park der Erinnerung zählt zur Gruppe der Friedhöfe in Linz und befindet sich im Stadtteil Urfahr. Das weitläufige, heute rund 92.000 m² große Gelände ist als naturnah angelegter Waldfriedhof mit einem dichten Baumbestand und Wasserläufen entlang des Diesenleitenbaches gestaltet und liegt im Bereich zwischen dem denkmalgeschützten Wasserwerk Heilham sowie dem ebenfalls denkmalgeschützten Turm 24 der Maximilianischen Turmlinie.
Im westlichen Teil des Urnenhains steht das 1929 vollendete Schulte-Gebäude („Alte Feuerhalle“), während das 2003 in Betrieb genommene Linz AG Krematorium („Neues Krematorium“) entlang einer formal strengen, geometrisch angelegten Gartenanlage im östlichen Teil des Urnenhains errichtet wurde. Am Haupteingang befindet sich eine Haltestelle der Linz Linien. Die gesamte Anlage ist im Besitz der Stadt Linz und wird durch die Linz AG verwaltet. Urnenhain, Schulte-Gebäude und das ebenfalls von Julius Schulte stammende Pförtnerhaus stehen seit 15. Oktober 2009 unter Denkmalschutz.

## Geschichte
Die Errichtung eines Urnenfriedhofs samt Feuerbestattunganlage in Linz geht auf den 1905 begründeten Landesverein für Oberösterreich der Freunde der Feuerbestattung „Die Flamme“ zurück und war ideologisch stark umstritten, weil die katholische Kirche die Feuerbestattung als unchristlich bekämpfte.

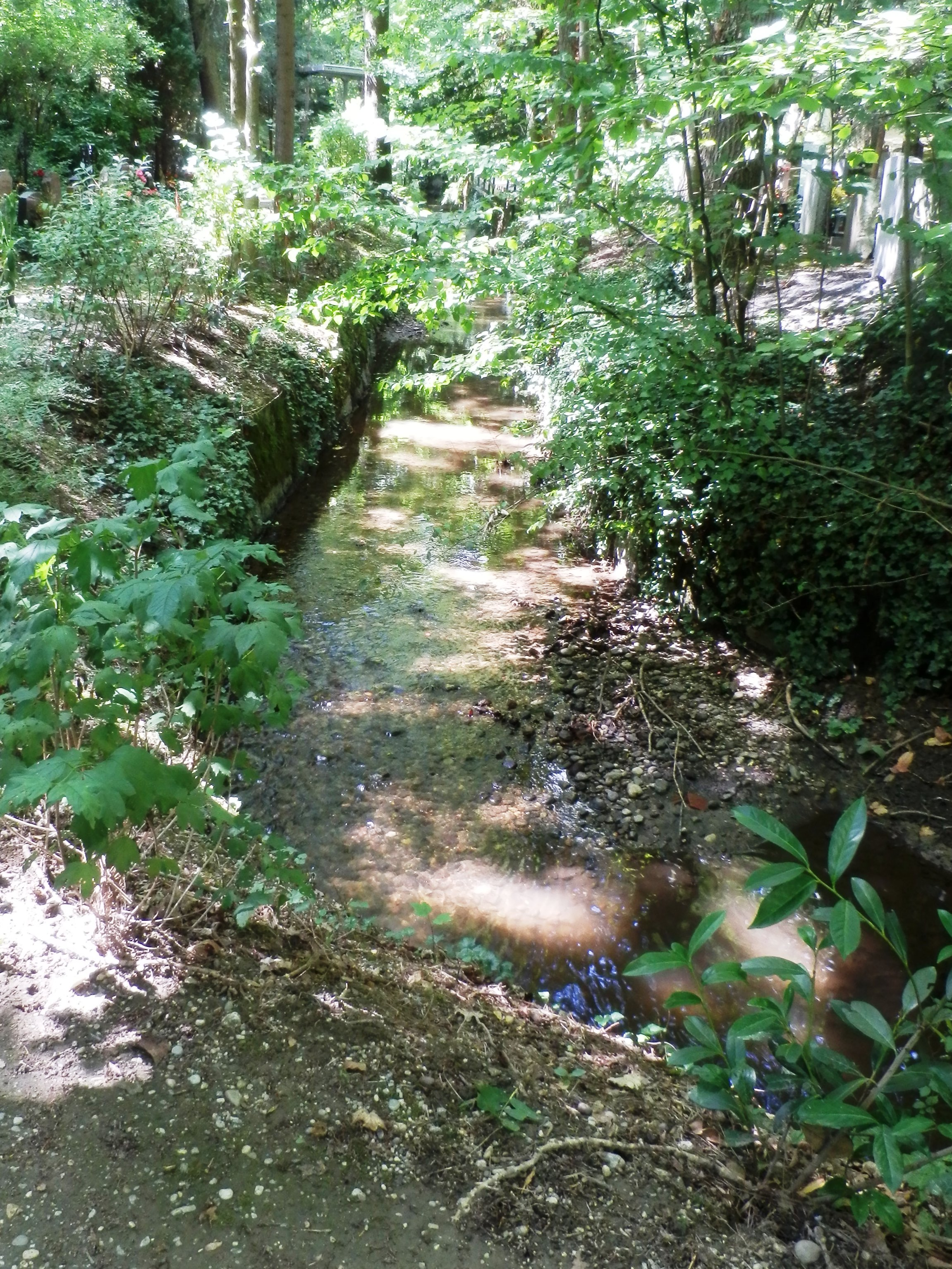
Verlauf des Diesenleitenbaches im Urnenhain

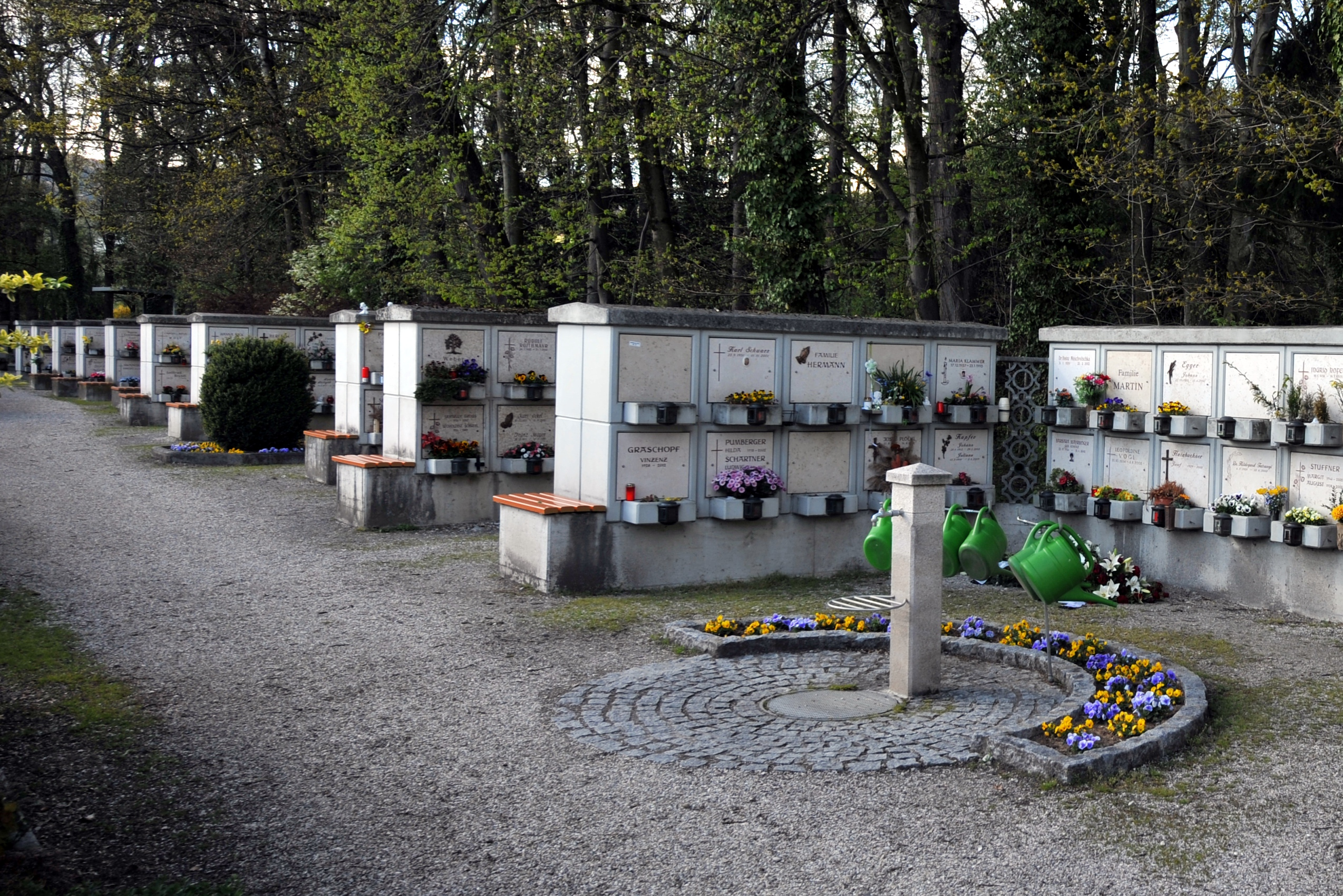
Grabnischen im Urnenhain

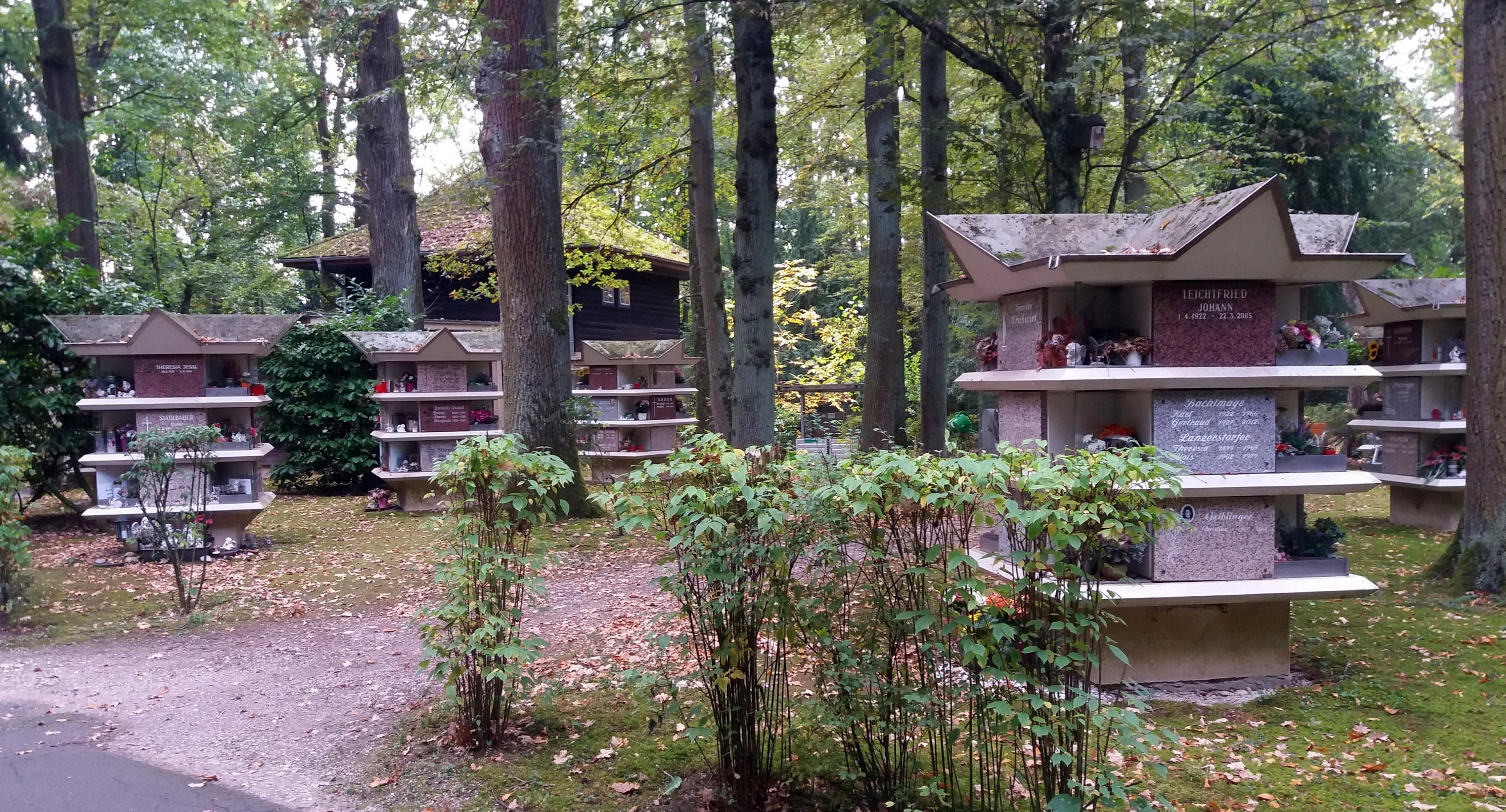
Bestattungsstelen („Urnenhäuschen“) im Urnenhain

1925 beschloss der sozialdemokratisch dominierte Linzer Gemeinderat unter Bürgermeister Josef Dametz, dem genannten Feuerbestattungsverein einen Teil des „Urfahrer Stadtwäldchens“ zum Bau eines Urnenhains mit eigenem Krematorium zur Verfügung zu stellen. Die Gesamtanlage, zunächst bestehend aus Krematorium mit Zeremoniensaal, Urnenhain und Pförtnerhaus, wurde in den Jahren 1925 bis 1929 nach Plänen von Julius Schulte († 1928) errichtet. Bei den ersten Planungen 1925 hatte man die Feuerhalle für etwa 150 Einäscherungen pro Jahr ausgelegt. Ähnlich wie beim Bau der Feuerhalle Simmering sechs Jahre zuvor galt es auch in Linz, die neu zu errichtende Feuerhalle in eine bestehende Naturlandschaft zu integrieren, was Schulte durch die Nutzung des Baumbestandes des „Urfahrer Stadtwäldchens“ auch gelang. Nach Schultes Tod wurden die Bauten durch seine Schüler Hans Arndt, Paul Theer und Rudolf Nowotny fertiggestellt. Zu Schultes Mitarbeitern in Linz gehörte von 1927 bis 1928 auch der junge Erich Boltenstern, der später die Pläne für die Feuerhalle Graz sowie die Feuerhalle Villach liefern sollte.
Die Feuerhalle im Urnenhain Urfahr war bei ihrer Eröffnung das dritte Krematorium in Österreich, allerdings nach der 1927 eröffneten Feuerhalle Steyr bereits das zweite in Oberösterreich. Die erste Einäscherung in Linz fand am 21. August 1929 statt.
In der Zeit des Nationalsozialismus wurden die Krematorien von Linz und Steyr zumindest bis 1941 auch zur Einäscherung von Häftlingsleichen aus dem KZ Mauthausen und seiner Nebenlager genutzt.
1953 wurde der bisher vom Feuerbestattungsverein „Die Flamme“ als Privatunternehmen geführte Urnenfriedhof samt dem Krematorium von der Stadt Linz erworben.
Im Jahr 1999 umfasste der Waldfriedhof rund 6,5 Hektar Fläche und 7100 Grabanlagen, im Krematorium wurden rund 1900 Einäscherungen pro Jahr durchgeführt. Verstorbene wurden dafür auch aus Bayern nach Linz gebracht. Bei den genannten rund 1900 Einäscherungen fand in etwa 850 Fällen auch eine religiöse Verabschiedung statt. Überhaupt ist die Anzahl der im Urnenhain Urfahr durchgeführten Feuerbestattungen seit seiner Eröffnung durch eine starke Zunahme gekennzeichnet: Im Jahr 1929 fanden hier 57 Einäscherungen statt, im Jahr 1940 waren es 603, im Jahr 1950 waren es 211, im Jahr 1960 waren es 335, im Jahr 1970 waren es 860, im Jahr 1980 waren es 1223, im Jahr 1990 waren es 1288, im Jahr 1995 waren es 1627, im Jahr 2001 waren es 2165, und im Jahr 2006 wurden im Urnenhain Urfahr rund 2500 Personen feuerbestattet.

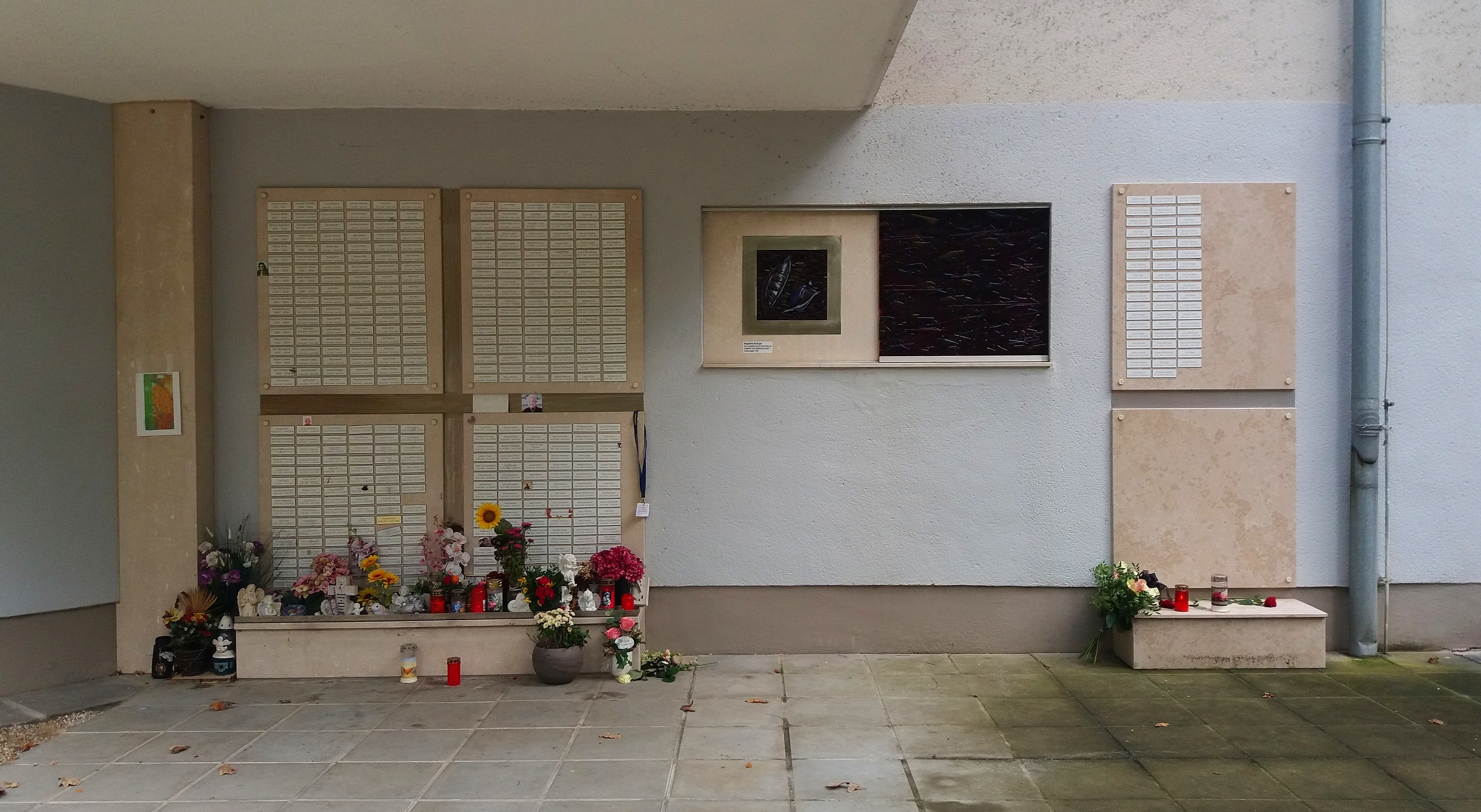
Gedenktafeln für Verstorbene mit Sozialbestattung im Ehren- oder Bürgermeisterhof. Das Kolumbarium mit ihren Urnen befindet sich direkt dahinter im Inneren des Schulte-Gebäudes.

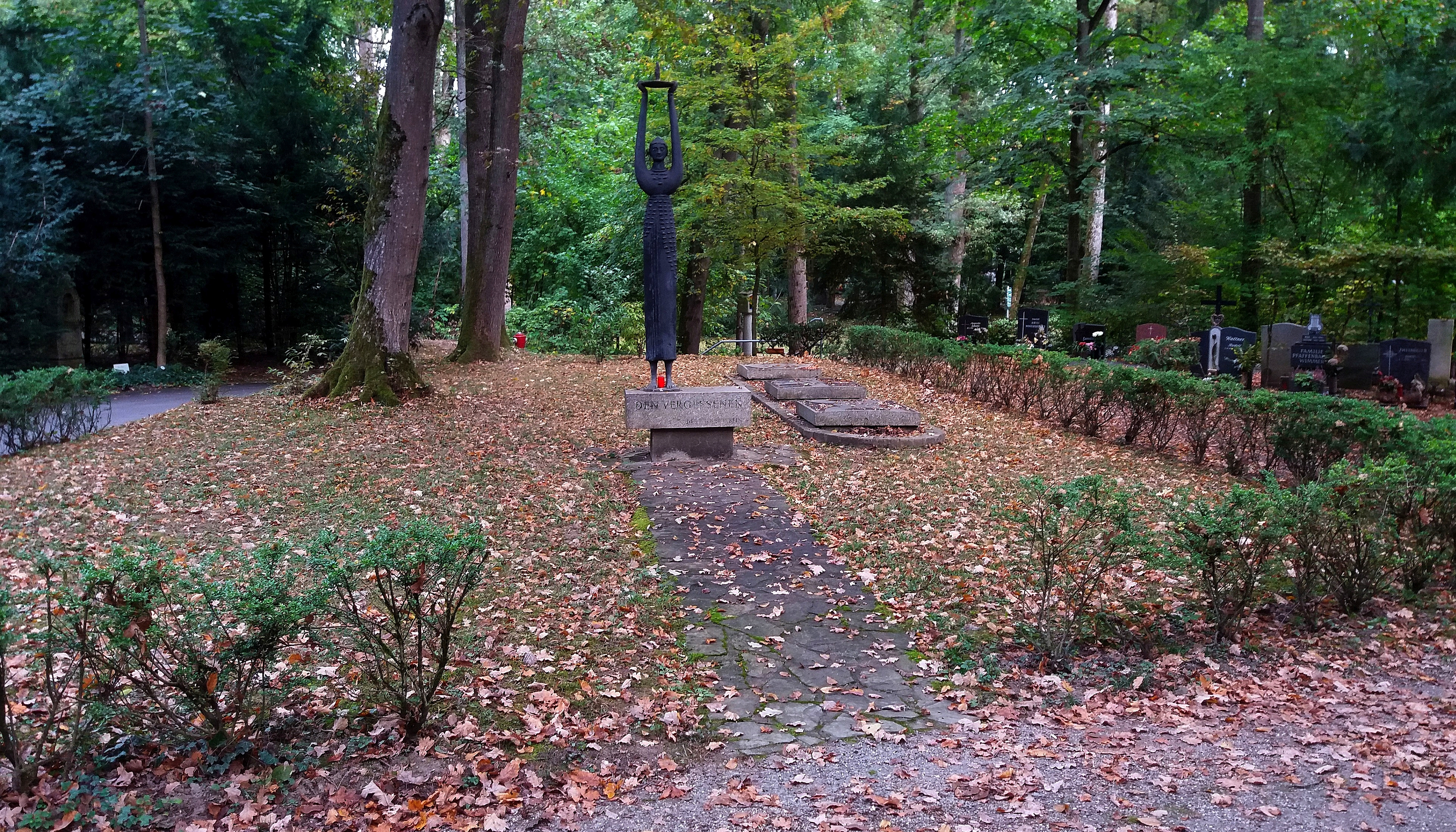
„Grab der Vergessenen“

Angesichts dieser Entwicklung waren dem Beirat für Stadtgestaltung des Linzer Gemeinderates bereits im Frühjahr 1998 Pläne für den Neubau des Krematoriums im Urnenhain Urfahr vorgelegt worden. Bei der Sitzung am 11. Mai 1998 stellte Architekt August Kürmayr drei Vorschläge (eine Erweiterung des bestehenden Schulte-Gebäudes sowie zwei komplett neue Projekte) zur Diskussion. Im Architektenwettbewerb wurde 1999 das vom Grazer Architekten Klaus Kada vorgeschlagene Projekt eines rechteckigen Einzelbaus für die Realisierung ausgewählt, so dass das neue Krematorium 2003 von der Linz AG in Betrieb genommen werden konnte.
Heute (2023) ist der Urnenhain Urfahr in verschiedene Themenbereiche gegliedert, so dass Erd-Urnengräber, diverse Formen von Urnennischen und eine Vielzahl von individuellen Grabformen hier ihren Platz finden können.
Für Menschen ohne Angehörige übernimmt die Stadt Linz die Beisetzung „nach ortsüblichem Standard“ als Sozialbestattung, wobei in diesen Fällen seit 2014 eine Feuerbestattung vorgesehen ist. Ihre Urnen werden im Kolumbarium an der Südostseite der alten Feuerhalle aufbewahrt, wobei eine Gedenktafel mit den Namen dieser Verstorbenen im Ehren- oder Bürgermeisterhof auf diese besondere Begräbnisstätte hinweist. Jene Verstorbenen, deren Gräber in Urnennischen nach Ablauf der Ruhezeit nicht mehr verlängert werden, finden im „Grab der Vergessenen“ im alten Friedhofsteil ihre allerletzte Ruhestätte.

## Bauten

### Schulte-Gebäude

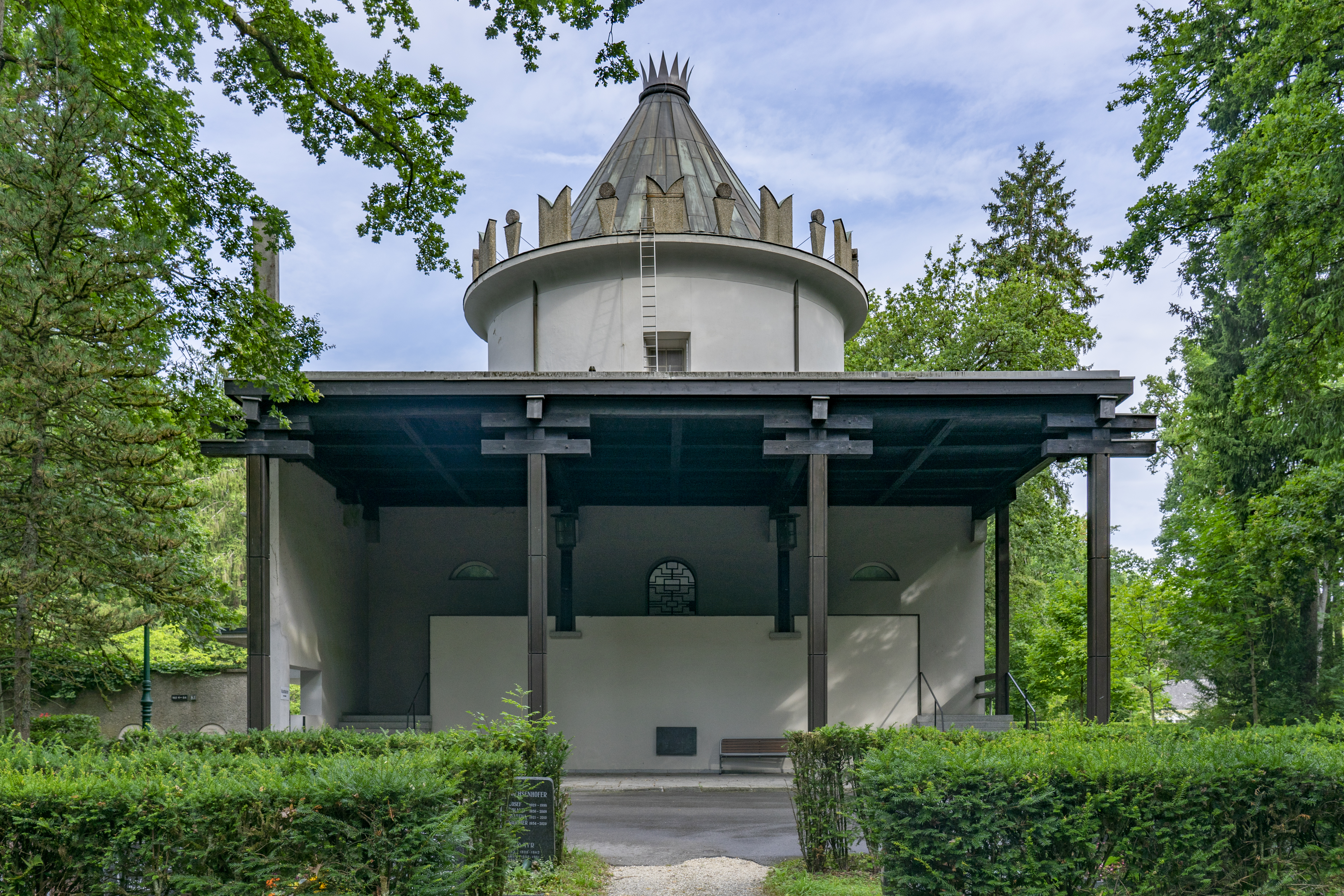
Schulte-Gebäude mit der zweiarmigen Freitreppe in der von Holzpfeilern getragenen offenen Vorhalle. Über die Anlage erhebt sich der Zeremoniensaal, welcher in seinen äußeren Formen als Rundturm mit Zinnenkranz und Kegeldach konzipiert wurde.

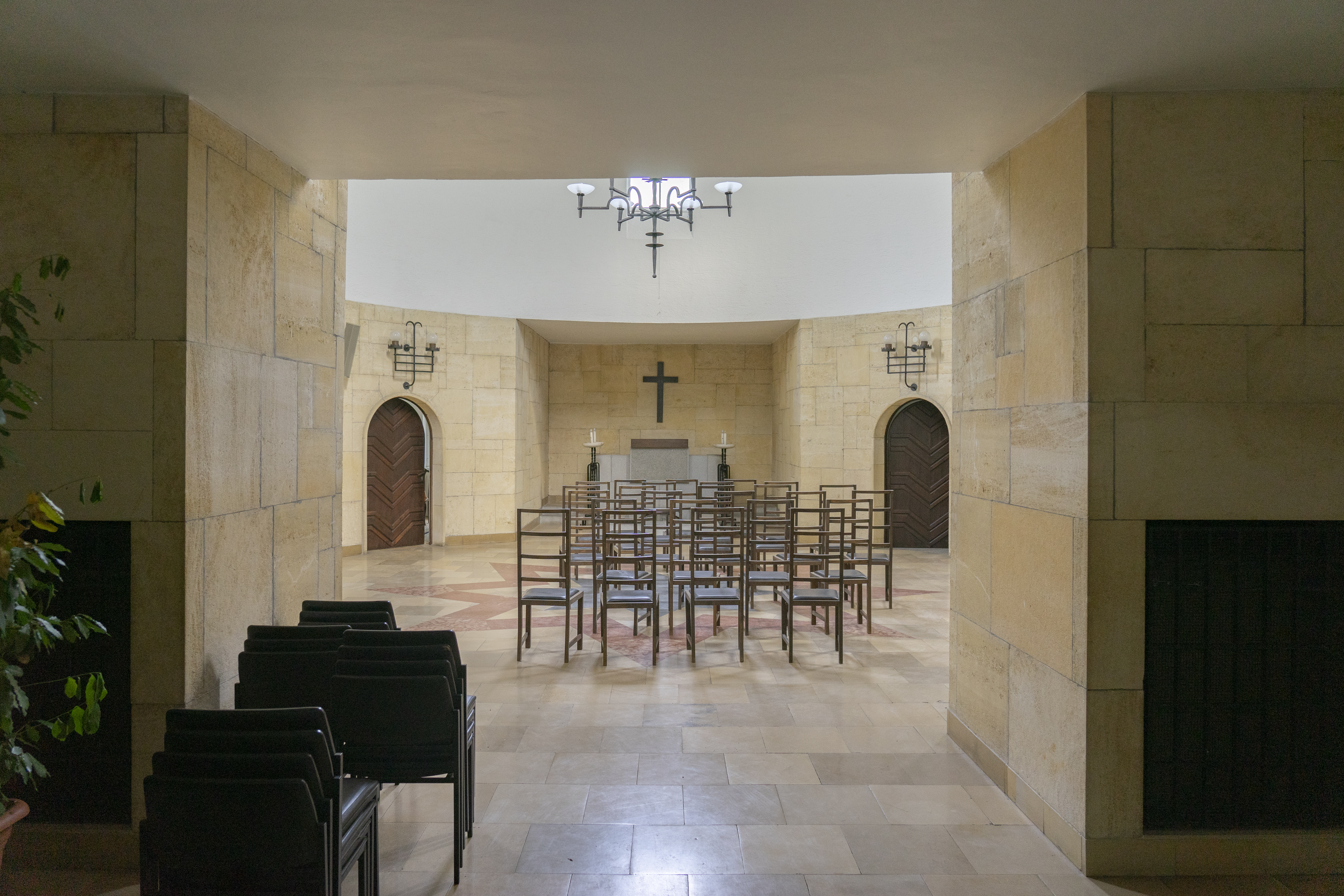
Blick in den Zeremoniensaal im Obergeschoß des Schulte-Gebäudes

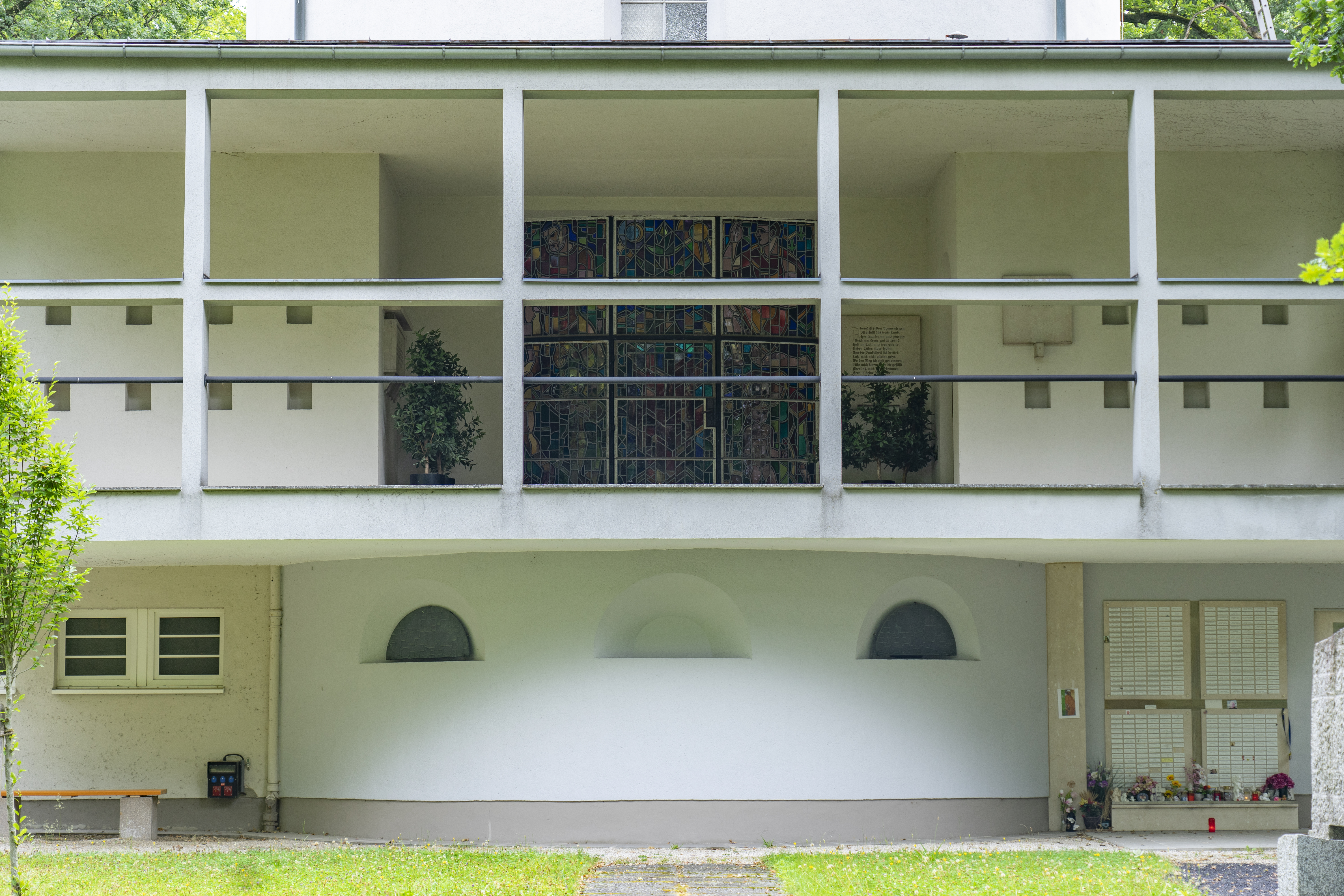
Schulte-Gebäude, Galerie zum Ehren- oder Bürgermeisterhof

Die 1929 vollendete und 2003 stillgelegte erste Linzer Feuerhalle liegt im westlichen Teil des Urnenhains und weist eine rechteckige Grundfläche auf. Der Haupteingang befindet sich im Obergeschoß im Osten des Gebäudes und ist vom Erdgeschoß aus über eine zweiarmige Freitreppe mit rechteckigem Grundriss zu erreichen, welche mit einer von Holzpfeilern getragenen offenen Vorhalle überspannt ist und im Obergeschoß unmittelbar in den Zugang zum kreisrunden Zeremoniensaal mündet. Eine Versenkungsmaschinerie ermöglichte den Transport der Särge vom Zeremoniensaal zu den Einäscherungsanlagen im Erdgeschoß.
Seit 1929 war die Linzer Feuerhalle mit einer Einäscherungsanlage ausgestattet, die mit Koks befeuert wurde und bis 1948 in Verwendung stand. 1946 und 1947 musste der Betrieb aufgrund des nach dem Zweiten Weltkrieg herrschenden Koksmangels eingestellt werden. 1948 wurde die Einäscherungsanlage von Koks- auf Ölfeuerung umgestellt, 1957 erfolgte der Umbau auf gasbefeuerte Einäscherungsöfen. 1968 erhielt die Linzer Feuerhalle einen Anbau für Aufbahrungsräume und die Verwaltung, 1995 wurde sie letztmals in größerem Umfang umgebaut. In den letzten Jahren ihres Betriebs verfügte die Feuerhalle über zwei mit Gas betriebene Verbrennungsöfen (Baujahr 1957 und 1977), wobei der ältere bereits stillgelegt war. Die Linzer Feuerhalle gehört zu den wenigen Krematorien in Österreich, in denen nie elektrische Einäscherungsöfen eingesetzt wurden.
Der kreisrunde Zeremoniensaal im Obergeschoß der ersten Linzer Feuerhalle ist etwa drei Stockwerke hoch und ragt aus diesem Grund weit über die übrigen Teile der rechteckigen Anlage hinaus, die ansonsten mit einem Flachdach versehen ist. Die Außengestaltung des Zeremoniensaals wurde von Julius Schulte einem Rundturm mit steilem Kegeldach nachempfunden, das zusätzlich noch von einem Zinnenkranz gesäumt wird. Detailreiche Glasmalereien von Josef Raukamp und prunkvolle Luster der Kunstschlosserei Karl Holderer verleihen dem Zeremoniensaal eine besondere Atmosphäre. Mit ihrem klar gegliederten Raumkonzept und dem kreisrunden, überhöhten Zeremoniensaal ist die alte Linzer Feuerhalle ein Beispiel der von expressionistischen Elementen geprägten, funktional ausgerichteten Architektur.
An der Südostseite der alten Feuerhalle schließt der rechteckige Ehren- oder Bürgermeisterhof an, in dem sich die Grabmäler der meisten Linzer Bürgermeister der letzten Jahrzehnte befinden. Nachdem das 2003 eröffnete Linz AG Krematorium alle Funktionen der alten Anlage übernommen hatte, wurde diese stillgelegt und nach ihrem Architekten Julius Schulte benannt, dessen Asche auf der zum Ehren- oder Bürgermeisterhof weisenden Galerie der alten Feuerhalle eingemauert ist.

### Linz AG Krematorium

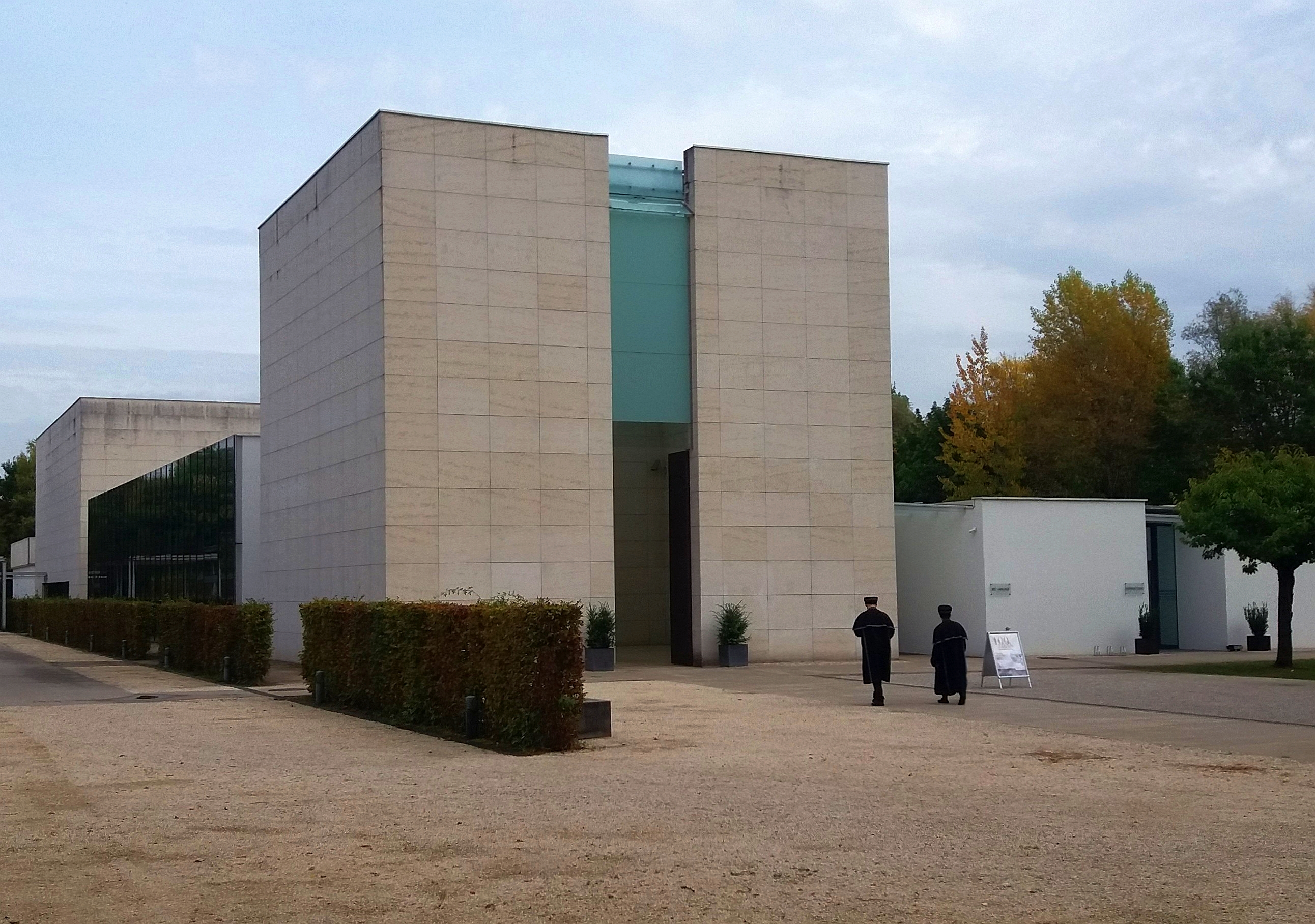
Die Südwestfassade des Linz AG Krematoriums mit dem überdachten Vorhof weist als Gestaltungselement einen markanten verglasten Türspalt auf, der über die gesamte Gebäudehöhe von zwölf Metern reicht.

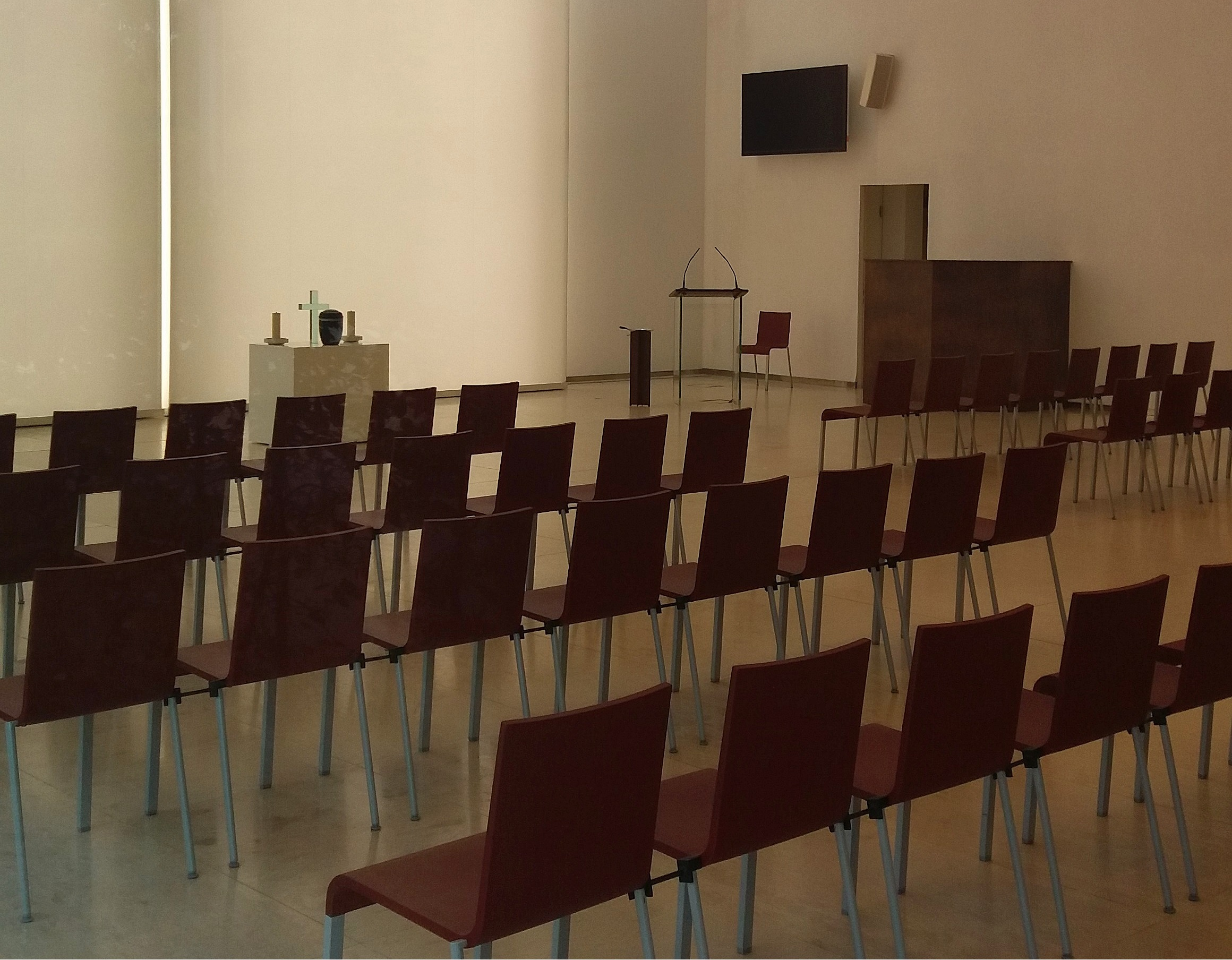
Blick in die Verabschiedungshalle, hier mit flexibler Bestuhlung vorbereitet

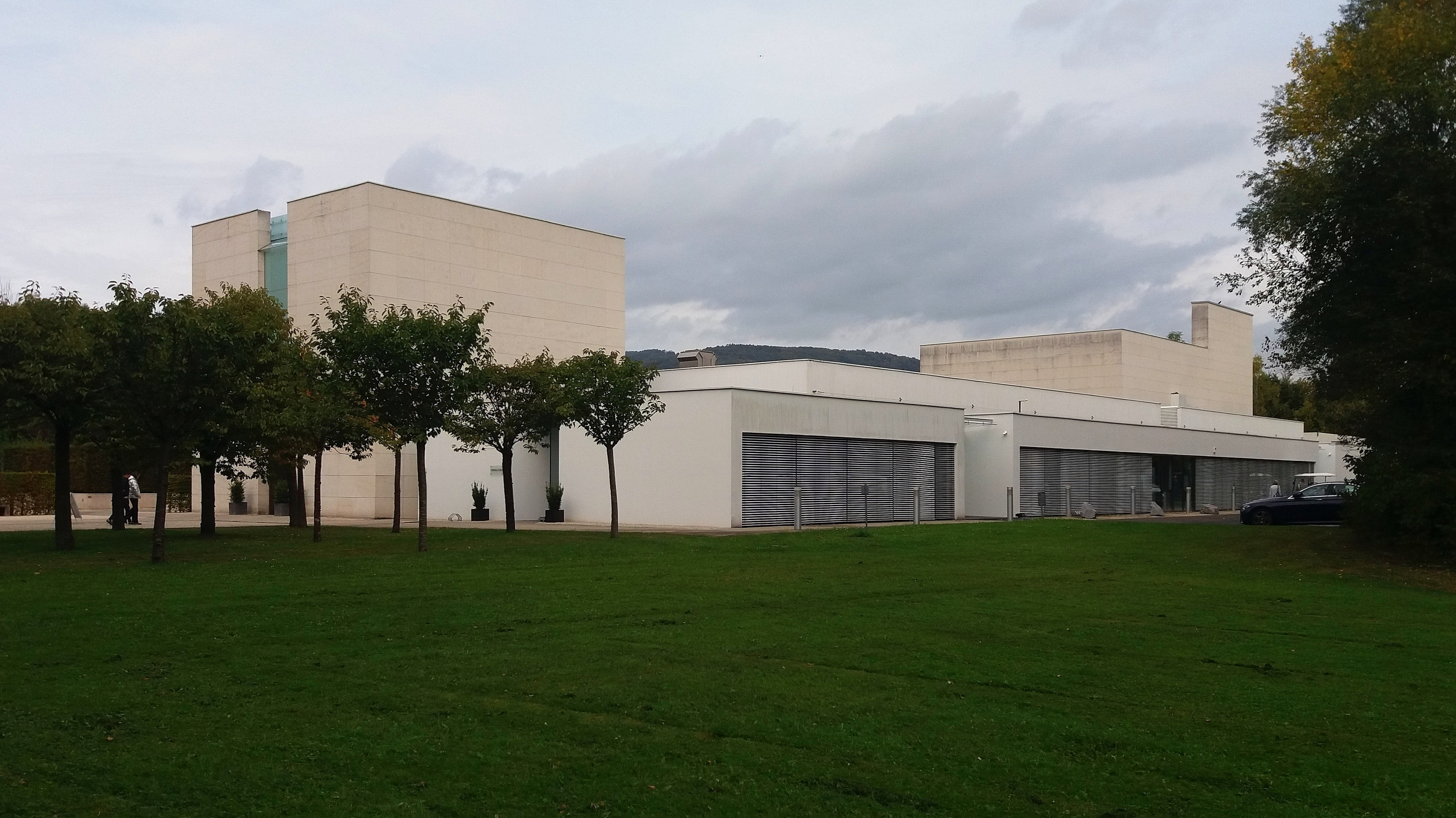
An der Südseite des Linz AG Krematoriums befinden sich u. a. Büros und Aufenthaltsräume. Am rechten Bildrand ist der Gebäudeteil mit der Ofenanlage zu erkennen, welcher rückwärtig an die Verabschiedungshalle anschließt.

Nach Vorliegen der Einreichplanungen, Kostenschätzungen und behördlichen Bewilligungen erteilte die Linz AG am 8. März 2002 den Bauauftrag für das 1999 im Architektenwettbewerb ausgewählte Projekt des Grazer Architekten Klaus Kada, wobei sich der Gesamtinvestitionsrahmen für das neue Friedhofsgebäude mit dem Krematorium auf 10 Millionen Euro (Preisbasis vom November 2001) belief. Die Gestaltung des Linz AG Krematoriums nimmt Anleihen an der Architektur des Krematoriums Berlin-Baumschulenweg. Die Bauarbeiten begannen noch im März 2002, so dass die fertige Anlage wie geplant am 18. September 2003 eingeweiht werden konnte.
Das Gebäude des Linz AG Krematoriums erstreckt sich entlang einer formal strengen, geometrisch angelegten Gartenanlage im östlichen Teil des Urnenhains, welche außen von Hainbuchenhecken gesäumt und auch im Inneren durch Hainbuchenhecken gegliedert wird. Man erreicht diese Anlage vom älteren, dichter bewaldeten Teil des Urnenhains aus über eine Brücke über den Diesenleitenbach.
Das als grob quaderförmiger Einzelbau konzipierte und insgesamt 103 m lange, 30 m breite sowie an den höchsten Stellen bis zu 12 m hohe Gebäude des Linz AG Krematoriums besteht aus einem überdachten Vorhof, der Aufbahrungshalle, der Verabschiedungshalle sowie dem eigentlichen Krematorium mit zwei gasbefeuerten Verbrennungsöfen, welches sich im Nordosten unmittelbar an die Verabschiedungshalle anschließt. Die Kubatur des gesamten Gebäudes beläuft sich auf rund 19.000 m³, wobei die Flächen im Erdgeschoß ca. 2700 m² und die Flächen im Untergeschoß ca. 650 m² betragen. Um eine Gefährdung durch den Grundwasserspiegel im „Urfahrer Stadtwäldchen“ auszuschließen, steht das gesamte Gebäude in einer Folienwanne. Der Termin für die Übergabe des zweiten und letzten Verbrennungsofens war im September 2003, so dass die Kapazität der Ofenanlagen nun für 3600 Kremierungen pro Jahr reicht. In der mit hellen Holzpanelen gestalteten Aufbahrungshalle befinden sich 6 Aufbahrungszellen, welche sowohl für Urnenverabschiedungen als auch für Sargaufbahrungen genutzt werden können. Für die Lagerung der Särge bis zur Einäscherung stehen zudem 38 Kühlkammern zur Verfügung. Die im Nordosten an die Aufbahrungshalle anschließende lichtdurchflutete Verabschiedungshalle weist einen rechteckigen Grundriss auf, bietet Platz für bis zu 144 Personen und ist über die Aufbahrungshalle erreichbar.
Für das Innere der Verabschiedungshalle schuf der Maler Ferdinand Penker eine 35 Meter lange und fünf Meter hohe Wand aus Schiebeelementen in Gelb-, Ocker- und Rottönen. Die „sanft-rhythmische malerische Bewegung“ dieser Wand wirkt trotz ihrer Größe zurückgenommen und soll den dahinter liegenden Räumen den Charakter von „Ruhe und Reflexion“ verleihen. An der Südwestfassade des Friedhofsgebäudes reicht ein markanter, eineinhalb Meter breiter Türspalt über die gesamte Gebäudehöhe von zwölf Metern. Die klare äußerliche Gliederung des langgestreckten, von kubistischen Formen beeinflussten und mit begrünten Flachdächern versehenen Gebäudes in die oben bereits beschriebenen vier Abschnitte folgt den in seinem Inneren stattfindenden Funktionen und Ritualen und dient dazu, die vom Architekten angestrebte Ruhe zu vermitteln.

## Hier bestattete Personen

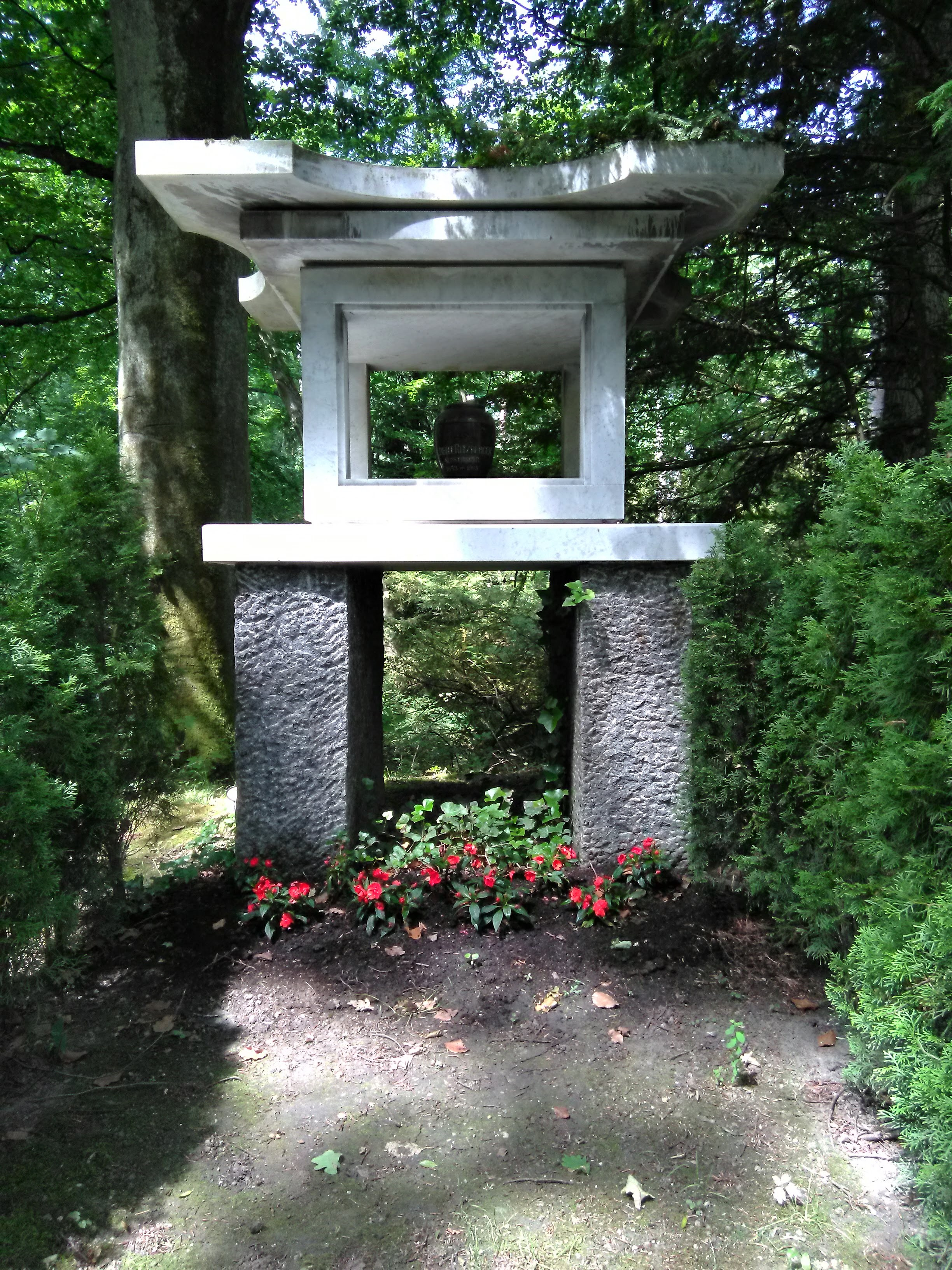
Grabstätte von Albert Ritzberger im Urnenhain

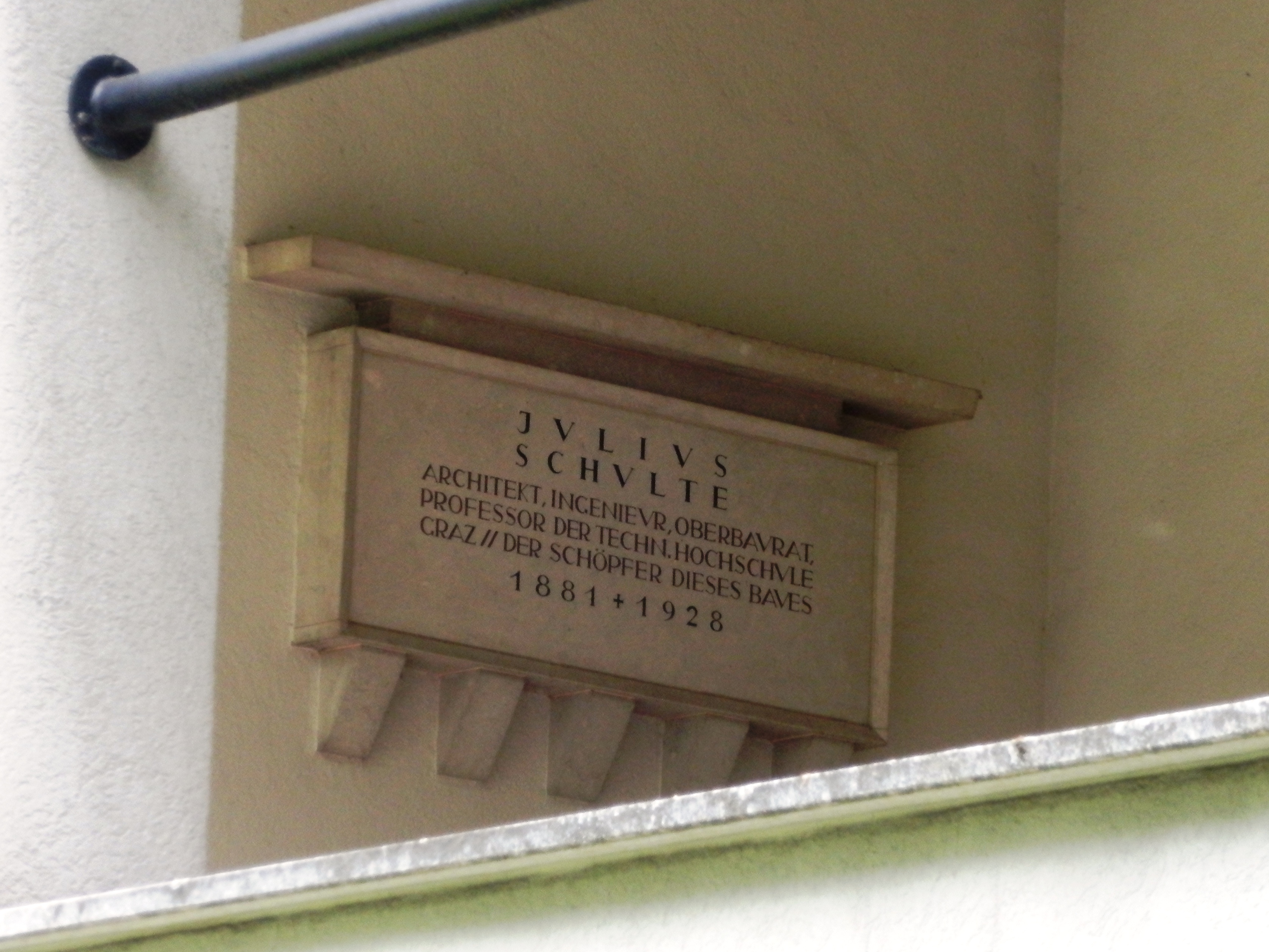
Urnengrab von Julius Schulte auf der Galerie der alten Feuerhalle

Im Urnenhain Urfahr befinden sich u. a. die Gräber mehrerer prominenter Persönlichkeiten, darunter die meisten Linzer Bürgermeister der letzten Jahrzehnte:
- Edmund Aigner (1900–1968), Bürgermeister von Linz 1962 bis 1968
- Fritz Aigner (1930–2005), Maler
- Josef Dametz (1868–1927), Bürgermeister von Linz 1919 bis 1927
- Beatrix Eypeltauer (1929–2023), Politikerin
- Karl Frais (1948–2023), Politiker
- August Göllerich (1859–1923), Pianist, Dirigent und Musikschriftsteller
- Josef Gruber (1867–1945), Bürgermeister von Linz 1930 bis 1934
- Rupert Hartl (1921–2006), Landeshauptmann-Stellvertreter 1974 bis 1982
- Erwin Haslhofer (1927–2013), Betriebsrat und Kommunalpolitiker
- Franz Hillinger (1921–1991), Bürgermeister von Linz 1969 bis 1984
- Franz Kain (1922–1997), Journalist, Schriftsteller und Politiker
- Ernst Koref (1891–1988), Bürgermeister von Linz 1945 bis 1962
- Hans Lala (1921–2001), Vizebürgermeister von Linz 1969 bis 1983
- Erich Linemayr (1933–2016), Fußballschiedsrichter
- Stefan Matousch (1948–2018), Schauspieler
- Gabriela Moser (1954–2019), Gymnasiallehrerin und Politikerin
- Manfred Payrhuber (1940–2018), Sportreporter
- Thomas Pühringer (1941–2018), Maler und Bildhauer
- Albert Ritzberger (1853–1915), Zeichner und Maler
- Hugo Schanovsky (1927–2014), Bürgermeister von Linz 1984 bis 1988
- Julius Schulte (1881–1928), Architekt (Grabstätte auf der Galerie der alten Feuerhalle)
- Karl Tobisch-Labotýn (1897–1977), Architekt

Eine Gedenktafel im Ehren- oder Bürgermeisterhof erinnert an Ferdinand Markl (1898–1960), dem Bürgermeister von Urfahr in den Jahren von 1945 bis 1955.